# Kelly Willie
Kelly Willie, född den 7 september 1982, är en amerikansk friidrottare som tävlar i kortdistanslöpning.
Wille deltog vid Olympiska sommarspelen 2004 i stafettlaget över 4 x 400 meter tillsammans med  Derrick Brew, Andrew Rock och Darold Williamson. Wille och Rock deltog bara i semifinalen och byttes sedan ut mot Otis Harris och Jeremy Wariner. Det amerikanska laget vann finalen överlägset före Australien.
Willie deltog även i stafettlag över 4 x 400 meter, tillsammans med James Davis, Greg Nixon och Jamaal Torrance som vann guld vid Inomhus-VM 2008 i Valencia

## Personligt rekord
- 400 meter - 45,19